# Héber Araújo dos Santos
Héber Araújo dos Santos (Colorado do Oeste, 10 agosto 1991) è un calciatore brasiliano, attaccante dell'Al-Uruba.

## Carriera
Il 12 agosto 2016 viene acquistato a titolo definitivo dalla squadra croata dello Slaven Belupo.
Il 1º luglio 2017 viene acquistato a titolo definitivo dal Rijeka per 450.000 euro, con cui firma un contratto triennale con scadenza il 30 giugno 2020.
Nel 2019 passa al New York City; con i newyorchesi rimane per quattro stagioni collezionando 90 presenze e mettendo a referto 30 reti. Seppur infortunato per gran parte della stagione, nel 2021 vince la MLS Cup a fronte di otto presenze tra campionato e play-off.
Il 29 dicembre 2022 viene ingaggiato dal Seattle Sounders firmando un contratto annuale con opzione per un altro.

## Statistiche

### Presenze e reti nei club
Statistiche aggiornate al 6 ottobre 2023.
| Stagione             | Squadra              | Campionato           | Campionato | Campionato | Coppe nazionali | Coppe nazionali | Coppe nazionali | Coppe continentali | Coppe continentali | Coppe continentali | Altre coppe | Altre coppe | Altre coppe | Totale | Totale |
| Stagione             | Squadra              | Comp                 | Pres       | Reti       | Comp            | Pres            | Reti            | Comp               | Pres               | Reti               | Comp        | Pres        | Reti        | Pres   | Reti   |
| -------------------- | -------------------- | -------------------- | ---------- | ---------- | --------------- | --------------- | --------------- | ------------------ | ------------------ | ------------------ | ----------- | ----------- | ----------- | ------ | ------ |
| 2010                 | Figueirense          | B                    | 8          | 3          | CB              | 0               | 0               | -                  | -                  | -                  | -           | -           | -           | 8      | 3      |
| 2011                 | Figueirense          | A+CC                 | 16+19      | 3+10       | CB              | 0               | 0               | -                  | -                  | -                  | -           | -           | -           | 35     | 13     |
| 2012                 | Figueirense          | A+CC                 | 4+6        | 0+1        | CB              | 0               | 0               | -                  | -                  | -                  | -           | -           | -           | 10     | 1      |
| mar.-giu. 2013       | Figueirense          | B+CC                 | 0+8        | 0          | CB              | 0               | 0               | -                  | -                  | -                  | -           | -           | -           | 8      | 0      |
| Totale Figueirense   | Totale Figueirense   | Totale Figueirense   | 28+33      | 6+11       |                 | 0               | 0               |                    | -                  | -                  |             | -           | -           | 61     | 17     |
| giu.-dic. 2013       | CRAC                 | C                    | 13         | 7          | CB              | 1               | 0               | -                  | -                  | -                  | -           | -           | -           | 14     | 7      |
| 2014                 | Avaí                 | B+CC                 | 14+10      | 0+4        | CB              | 2               | 1               | -                  | -                  | -                  | -           | -           | -           | 26     | 5      |
| gen.-lug. 2015       | Paysandu             | C                    | 0          | 0          | CB              | 0               | 0               | -                  | -                  | -                  | -           | -           | -           | 0      | 0      |
| 2015-2016            | Alaškert             | A                    | 26         | 16         | CA              | 4               | 3               | UEL                | 4                  | 1                  | -           | -           | -           | 34     | 20     |
| 2016-2017            | Slaven Belupo        | 1. HNL               | 30         | 10         | CC              | 2               | 0               | -                  | -                  | -                  | -           | -           | -           | 32     | 10     |
| 2017-2018            | Rijeka               | 1. HNL               | 23         | 16         | CC              | 1               | 0               | UCL+UEL            | 6+3                | 1+0                | -           | -           | -           | 33     | 17     |
| 2018-mar. 2019       | Rijeka               | 1. HNL               | 15         | 9          | CC              | 2               | 1               | UEL                | 2                  | 0                  | -           | -           | -           | 19     | 10     |
| Totale Rijeka        | Totale Rijeka        | Totale Rijeka        | 38         | 25         |                 | 3               | 1               |                    | 11                 | 1                  |             | -           | -           | 52     | 27     |
| 2019                 | New York City        | MLS                  | 22+1       | 15         | USOC            | 3               | 0               | -                  | -                  | -                  | -           | -           | -           | 26     | 15     |
| 2020                 | New York City        | MLS                  | 10         | 1          | -               | -               | -               | CCL                | 2                  | 3                  | MisB        | 4           | 0           | 16     | 4      |
| 2021                 | New York City        | MLS                  | 7+1        | 0          | -               | -               | -               | -                  | -                  | -                  | -           | -           | -           | 8      | 0      |
| 2022                 | New York City        | MLS                  | 29+3       | 8+2        | USOC            | 2               | 1               | CCL                | 5                  | 0                  | CC          | 1           | 0           | 40     | 11     |
| Totale New York City | Totale New York City | Totale New York City | 77         | 26         |                 | 5               | 1               |                    | 8                  | 3                  |             | -           | -           | 90     | 30     |
| 2023                 | Seattle Sounders     | MLS                  | 21         | 2          | USOC            | 0               | 0               | LC                 | 2                  | 0                  | CwC         | 1           | 0           | 24     | 2      |
| Totale carriera      | Totale carriera      | Totale carriera      | 230        | 85         |                 | 14              | 5               |                    | 25                 | 5                  |             | 6           | 0           | 275    | 95     |

## Palmarès

### Club

#### Competizioni nazionali
- Campionato armeno: 1

Alaškert: 2015-2016
- Campionato MLS: 1

New York City: 2021

#### Competizioni internazionali
- Campeones Cup: 1

New York City: 2022

### Individuale
- Capocannoniere del campionato armeno: 1

2015-2016 (16 reti, ex aequo con Mihran Manasyan)